# حسين نظام شاه الأول
حسين نظام شاه الأول (بالفارسية: حسین نظام شاه یکم)(1553-6 يونيو 1565) الحاكم البارز لسلطنة أحمد نجار والشخصيَّة القياديَّة الرفيعة في تحالف سلطنات الدكن خلال النضال ضد فيجاياناغارا. كما كان السُلطان حسين نظام شاه مسؤولًا عن أسر وقطع رأس راما رايا إمبراطور فيجاياناغارا بعد معركة تاليكوتا. أسفر انتصار التحالف إلى هيكلة سياسيَّة في الدكن وجنوب الهند.